# 하일기묘서
《하일기묘서》(夏日奇妙书)는 2023년 방송되었던 중국의 드라마이다.

## 줄거리
- 인턴 편집자인 펑티엔란의 첫번째 임무는 왕푸타오에게 원고를 독촉하는 것인데, 책을 쓰는 조건으로 왕푸타오는 차로 집까지 데려다달라고 한다. 왕푸타오는 아버지와 사이가 나빠 수년간 고향을 찾지 않다가, 아버지가 치매가 걸렸단 걸 알고서야 부득이 고향으로 내려가지만, 어떻게든 시간을 끌어본다. 가는 동안, 왕푸타오는 스토리를 창작하고, 펑티엔란은 원고를 정리했다. 섬세한 펑티엔란은 원고속에 왕푸타오의 인생 이야기가 투영됐음을 알게 된다. 왕푸타오는 창작 과정에서 과거를 되돌아보며 자신을 반성하고, 펑티엔란에게 마음을 연다. 왕푸타오가 충하이시에 돌아왔을 땐, 진지한 마음과 펑티엔란의 중재 덕에 아버지와 수년간의 벽을 허물고, 다시금 가족애와 따뜻한 사랑을 느끼게 된다.

## 등장 인물
- 웨이저밍 - 펑티엔란 역
- 페이 - 왕푸타오 역
- 미로 (米露) - 루나 역
- 이립군 (李立群) - 왕허핑 역
- 고추재 (高秋梓) - 즈윈 역
- 오숭헌 (吴崇轩) - 쉬유광 역
- 가일택 (贾一泽) - 량원카이 역
- 양문혜 (梁文慧) - 구이샹 역
- 예성자 - 장하이베이 역